# Facteur tératogène
 (mars 2013).
Si vous disposez d'ouvrages ou d'articles de référence ou si vous connaissez des sites web de qualité traitant du thème abordé ici, merci de compléter l'article en donnant les références utiles à sa vérifiabilité et en les liant à la section « Notes et références ».
Un facteur tératogène est un agent chimique, physique ou biologique ayant la propriété d'induire des malformations fœtales.

## Notion de tératogénicité
La notion de tératogénicité a été mise en place dans le milieu médical et pharmaceutique à la suite d'observations statiques montrant une augmentation de la prévalence de maladies congénitales dans des populations suivant certains traitements médicamenteux. La thalidomide s'est révélée être un agent tératogène induisant des phocomélies.
Cette notion de tératogénicité a ensuite été élargie à tout ce qui entoure la procréation et le développement embryonnaire, on a ainsi pu mettre en évidence des agents tératogènes environnementaux.
Ces agents tératogènes peuvent agir sur le fœtus, sur la mère pendant ou même avant la gestation, mais également sur le père.

### En France
En France, le Centre de Référence sur les Agents Tératogènes (CRAT), situé au sein de l'Hôpital Armand-Trousseau à Paris, a pour mission d'informer les professionnels de santé et tout public sur les médicaments tératogènes,.